# Exochocepheus hungaricus
Exochocepheus hungaricus är en kvalsterart som först beskrevs av Sandór Mahunka 1987.  Exochocepheus hungaricus ingår i släktet Exochocepheus och familjen Scutoverticidae. Inga underarter finns listade i Catalogue of Life.